# Carlos García Cantarero
Carlos García Cantarero (Madrid, 4 novembre 1961) è un allenatore di calcio spagnolo.

## Palmarès

### Allenatore

#### Competizioni nazionali
- Campionato panamense: 1

Chorrillo: Clausura 2014